# 들것

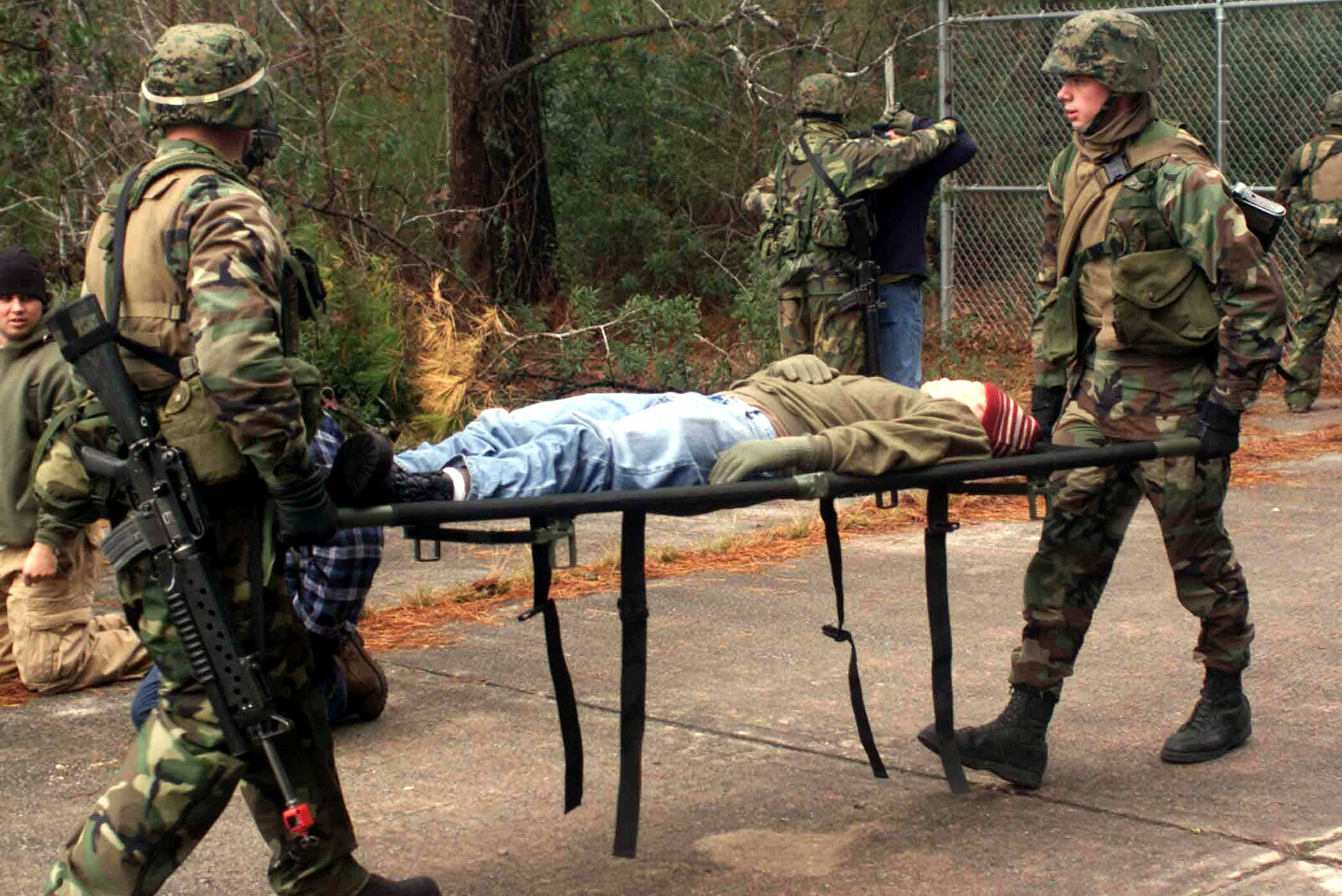

들것(stretcher)은 환자를 들어 옮기는 데 사용하는 의료기구다. 일반적으로 사람 두 명이 양 끝을 붙잡고 들고 옮기지만, 바퀴가 달려 있는 경우도 있다.
들것은 주로 응급의료, 탐색구조, 군사 등의 분야에서 사용된다. 미국에서는 독살형에 처해지는 사형수를 결박시킬 때 들것을 사용하기도 한다.

## 같이 보기
- 트롤리
- 병상